# Abo di Tiflis
Abo di Tiflis (Baghdad, ... – Tiflis, 6 gennaio 786) nacque da padre arabo e fu educato nella religione musulmana, ma si convertì al cattolicesimo e martirizzato per questo. È venerato come santo dalla Chiesa cattolica.

## Biografia
Nel 776 lasciò Baghdad per la Georgia, dove intraprese lo studio della Bibbia e dei primi rudimenti della religione cristiana. Aderì molto presto alla fede cattolica e, a seguito di persecuzioni, iniziò una lunga serie di peregrinazioni nelle terre settentrionali.
Decise poi di rientrare in patria nonostante fosse considerato dagli arabi un infedele. Si stabilì a Tiflis (odierna Tbilisi), dove rimase tre anni, vivendo della carità e acquistandosi fama di perfetto cristiano.
Il rifiuto di abiurare la sua fede procurò la sua condanna a morte e lo strazio della salma, che fu in parte arsa e in parte dispersa nelle acque del fiume Mtkvari.
Secondo la tradizione, una colonna di fuoco indicò ai cristiani il luogo in cui si trovavano, casualmente raccolti nella melma, i resti del santo. Sul luogo del martirio fu eretta una cappella.